# Museu Ferroviário Regional de Bauru
Museu Ferroviário Regional de Bauru é um museu regional, fundado em 26 de agosto de 1989, em Bauru, no estado de São Paulo. Ele se localiza perto da Estação Ferroviária, no centro da cidade. A instituição remonta o passado das ferrovias tanto da cidade e do estado, como de todo o Brasil.
O museu é ligado à Prefeitura Municipal de Bauru e à Secretaria da Cultura. Ele ocupa um prédio de erguido em 1903, que serviu como abrigo para escritórios da Estrada de Ferro Noroeste do Brasil.
Seu acervo é composto de pinturas, fotografias e documentos textuais, além de peças originais, entre equipamentos, ferramentas e maquetes. Devido à sua importância, é um dos mais importantes pontos turístios da cidade. Também realiza atividades culturais como treinamentos, monitorias educativas, oficinas, shows e espetáculos teatrais.
O museu também faz parte do Departamento de Proteção ao Patrimônio Cultural da Secretaria Municipal de Cultura de Bauru e da Divisão de Pesquisa e Documentação da Secretaria da Cultura de Bauru, a qual realiza um projeto denominado "Ferrovia Para Todos". Essa iniciativa trabalha com o intuíto de preservar todo o patrimônio ferroviário da cidade e faz passeios de Maria Fumaça, com dois quilômetros de extensão. O veículo utilizado é composto de várias partes, como a locomotiva a vapor, de 1919, o carro de passageiros, de 1943, e o carro administrativo de 1932.